# Telsimia abdita
Telsimia abdita – gatunek chrząszcza z rodziny biedronkowatych i podrodziny Coccinellinae.

## Taksonomia
Gatunek ten opisany został po raz pierwszy w 2005 roku przez Adama Ślipińskiego, Pang Honga i Roberta Pope’a na łamach „Annales Zoologici”. Jako lokalizację typową wskazano Chinaman’s Beach w australijskim Sydney. Epitet gatunkowy oznacza „ukryta” i odnosi się do odnalezienia jednego z okazów w serii oznaczonej przez Thomasa Blackburna jako T. subviridis.

## Morfologia
Chrząszcz o ciele długości od 1,4 do 1,7 mm, od 1,2 do 1,3 raza dłuższym niż szerokim, w zarysie krótko-owalnym, z wierzchu silnie wysklepionym. Ubarwienie ma w całości czarne.
Głowa jest silnie poprzeczna, zaopatrzona w duże oczy oraz bardzo krótkie czułki. Powierzchnia czoła jest pokryta punktami wielkości omatidiów oddalonymi od siebie o 1–2 średnice oraz porośnięta rzadkim, przylegającym owłosieniem.
Przedplecze jest silnie poprzeczne, o krawędzi przedniej pośrodku łukowatej i kątach przednich ostrych. Punkty na dysku i bokach przedplecza są wielkości tych na czole, ale oddalone na więcej niż dwukrotność średnicy. Owłosienie dysku przedplecza jest półwzniesione i skierowane głównie do przodu. Między pokrywami widnieje mała, trójkątna tarczka. Pokrywy są silnie sklepione, niewiele szersze niż dłuższe, o mocno zwężających się ku szczytowi, ale osiągających go epipleurach. Punkty na pokrywach są niewiele większe niż na przedpleczu, rozstawione zwykle na odległości równe dwóm swoim średnicom lub większe. Owłosienie na pokrywach jest półwzniesione i tworzy wirowate wzory. Przedpiersie ma wyrostek międzybiodrowy pokryty małymi i rozproszonymi punktami. Odnóża wszystkich par u samca mają stopy o rozdwojonych pazurkach. U samicy wszystkie pazurki mają płatek nasadowy.
Odwłok ma pięć widocznych na spodzie sternitów (wentrytów), z których dwa pierwsze są częściowo zespolone, ale z dobrze zaznaczonym szwem. Płytki zabiodrowe na pierwszym wentrycie są nieodgięte. Punkty między biodrami są małe i rozproszone, ale większe niż na zapiersiu. Wentryt piąty jest tak długi jak te od drugiego do czwartego razem wzięte i ma krawędź tylną u samicy łukowatą, a u samca lekko wciętą pośrodku.

## Ekologia i występowanie
Owad endemiczny dla Australii, znany z Queenslandu, Australii Południowej, Nowej Południowej Walii i Terytorium Stołecznego. Zarówno larwy, jak i owady dorosłe są drapieżnikami żerującymi na czerwcach.